# Fetitxisme de l'embaràs

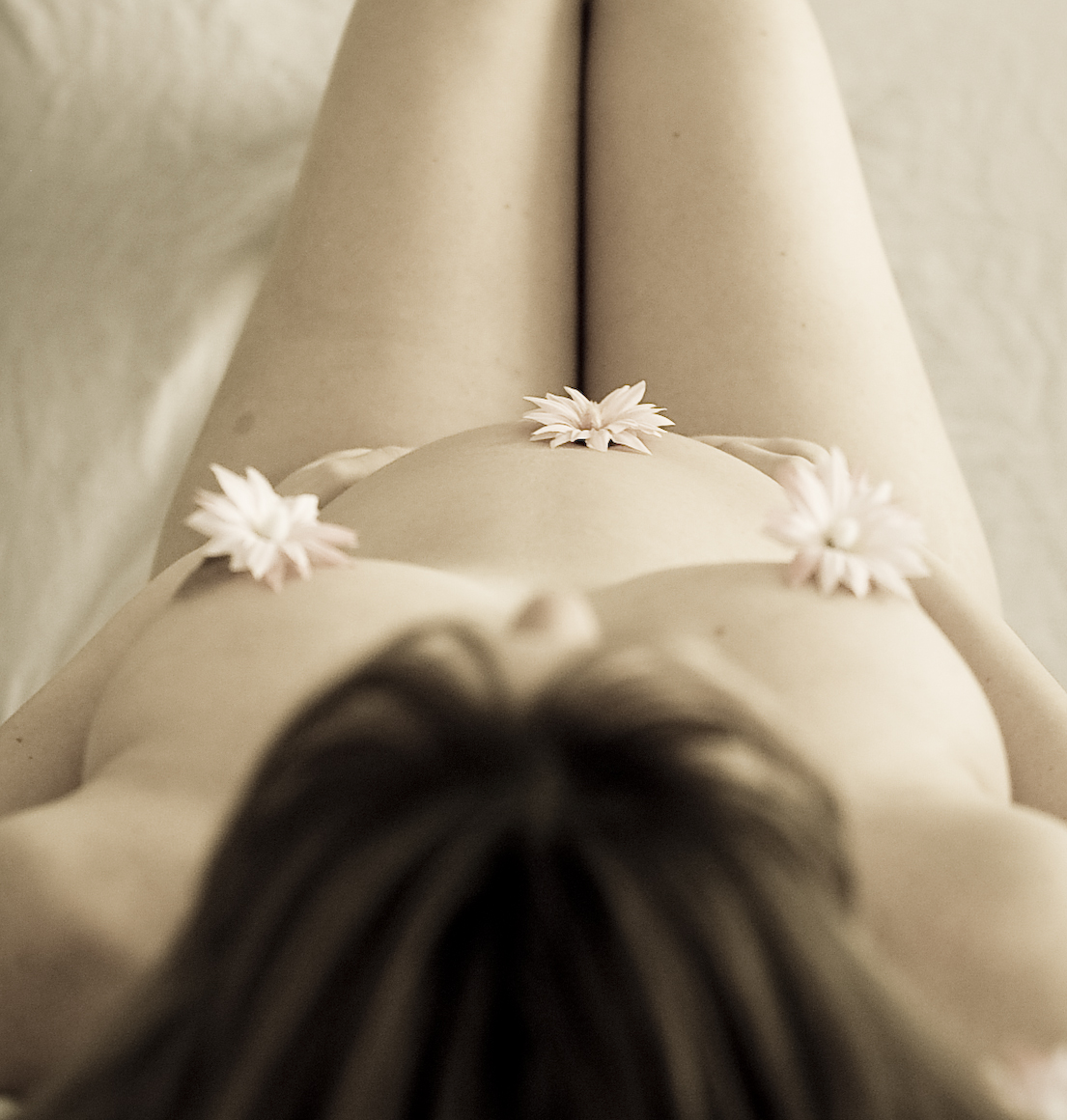
Una dona embarassada nua.

El fetitxisme de l'embaràs (també conegut com a maiesiofília or maieusofòria) és una pràctica sexual en la qual l'embaràs és vist per l'individu, o per la cultura en general com un motiu de generació d'excitació sexual. Aquesta pràctica pot implicar atracció sexual vers dones que es troben en estat o semblen estar en estat, atracció per la lactància, o una atracció per estadis particulars de l'embaràs, com ara la fecundació o el part.